# Dacia Pick-Up
A Dacia Pick-Up era uma gama de picapes fabricadas pela marca de automóveis romena Dacia. Durante os 31 anos de produção, fabricou-se um total de 318.969.
A Pick-up foi o último dos modelos Dacia a ser baseado no Renault 12, que compunha a maioria da gama de modelos Dacia desde o final dos anos 1960. Em 2006, a linha foi descontinuada e substituída pela Dacia Logan Pick-Up. Um nome popular para este carro é "Papuc" (literalmente, pantufa) devido ao seu formato que lembra uma pantufa.